# اسپای

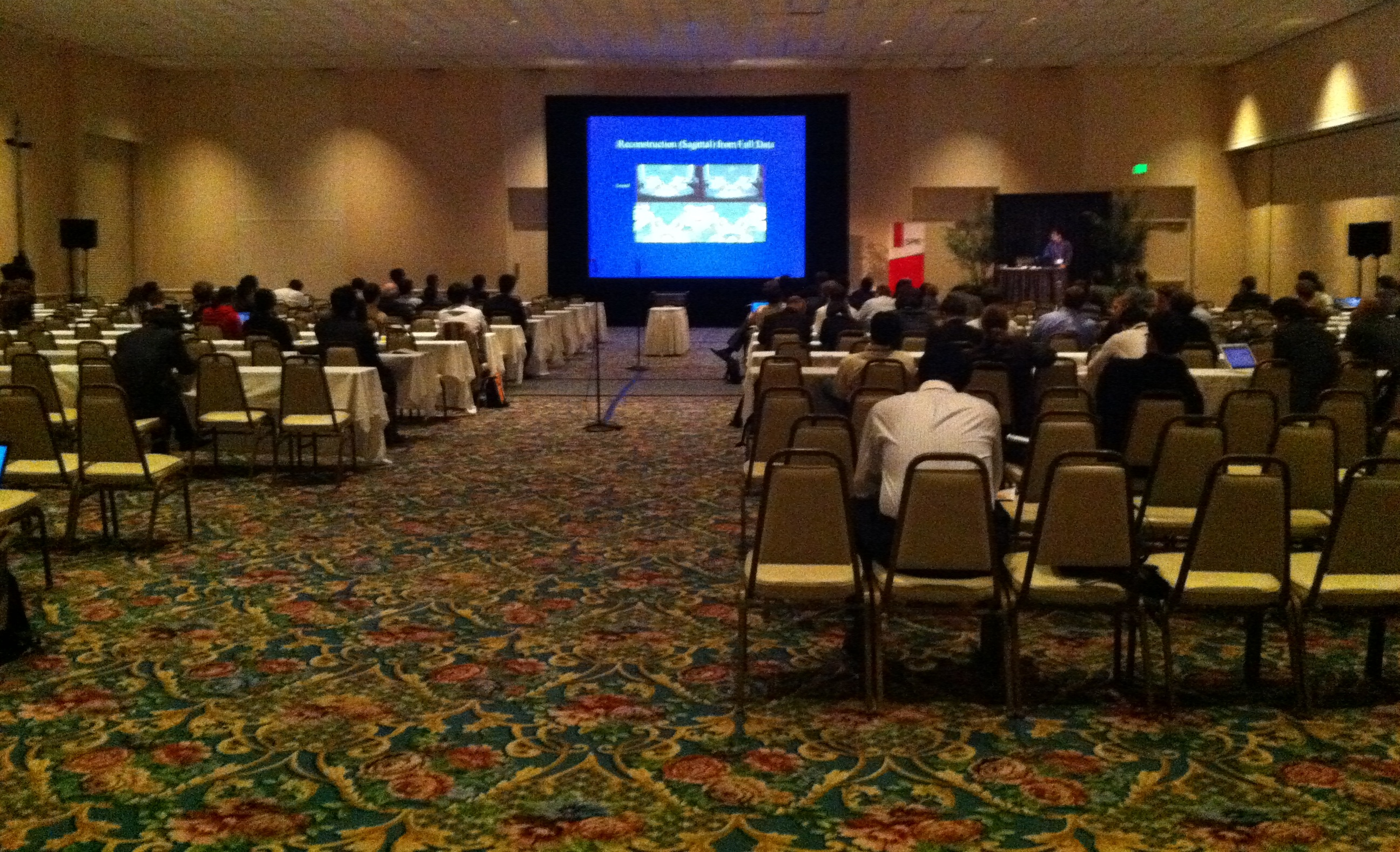
همایش اسپای در تصویربرداری پزشکی در فوریه سال ۲۰۱۲ در کالیفرنیا

اسپای یا اس پی آی ای (انگلیسی SPIE) تأسیس ۱۹۵۵ نام یک جامعه بین‌المللی حرفه‌ای در اپتیک و فوتونیک کاربردی است.
این سازمان ۱۶۰۰۰ عضو دارد و هر ساله در رشته‌های متفاوتی کنفرانس برگزار کرده و ۶ ژورنال علمی منتشر می‌کند.

## ژورناهای منتشره
- Optical Engineering
- Journal of Electronic Imaging
- Journal of Biomedical Optics
- Journal of Micro/Nanolithography, MEMS, and MOEMS
- Journal of Applied Remote Sensing
- Journal of Nanophotonics
- SPIE Letters Virtual Journal